# Monte Kinabalu
Il Kinabalu, in malese Gunung Kinabalu, è una montagna della Malaysia, punto culminante del paese e dell'isola del Borneo con i suoi 4095 metri di altitudine. La geologia e il clima unici hanno reso possibile lo sviluppo di una grande biodiversità, che comprende numerose specie endemiche, in particolare di piante carnivore e di orchidee, protette all'interno del parco nazionale del Kinabalu. Tale ricchezza floristica venne scoperta intorno alla metà del XIX secolo da Hugh Low e John Whitehead, l'ultimo dei quali sarà anche il primo a raggiungerne la vetta nel 1888. È una delle montagne più frequentate dai turisti di tutto il Sud-est asiatico.

## Etimologia
Il nome della montagna deriverebbe dal termine dusun Aki Nabalu, che significa «dimora dei defunti». Un'altra fonte, basata su una leggenda, afferma che Kinabalu derivi da Cina Balu, vale a dire «vedova cinese». A causa dell'influenza linguistica dei dusun, la pronuncia [ʃi.na] si è trasformata in [ki.na].

## Geografia

### Localizzazione

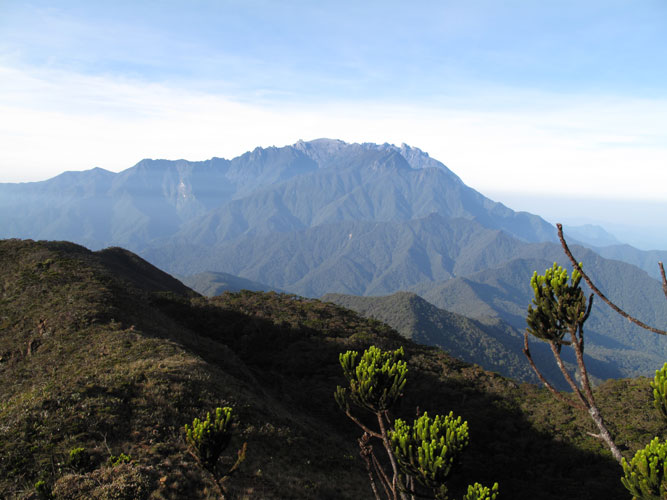
Il monte Kinabalu visto dal monte Tambuyukon.

Il Kinabalu è il punto culminante della Malaysia e del Borneo. Situato all'estremità nord-orientale dell'isola, nello Stato di Sabah, si eleva nel massiccio della Crocker Range. Con i suoi 4095 metri di altitudine, è una delle cime più elevate del Sud-est asiatico tra l'Himalaya e le montagne della Nuova Guinea; è situato alla ventesima posizione nell'elenco delle cime per prominenza topografica. Si trova sessanta chilometri ad est-nord-est della città costiera di Kota Kinabalu e diciassette chilometri a sud-ovest del monte Tambuyukon (2579 m).

### Morfologia
Il monte Kinabalu copre una superficie di circa 750 km². Alla sua sommità si trova un vasto altopiano dal quale svettano varie cime, tra le quali il Low's Peak (4095 m), il Victoria Peak (4091 m), il St. John's Peak (4091 m), il King Edward's Peak (4086 m), le Donkey's Ears (4048 m), l'Ugly Sister Peak (4032 m), il St. Alexandra Peak (3998 m), l'Oyayubi Iwu Peak (3976 m) e il South Peak (3922 m). Nel 1997, un nuovo studio basato su misurazioni satellitari ha abbassato l'altitudine della cima principale, il Low's Peak, a 4095 metri, vale a dire sei metri meno della precedente valutazione, 4101 metri.

### Geologia
Il monte Kinabalu è formato essenzialmente da un massiccio plutone di granodiorite che si innalza su rocce sedimentarie e ultramafiche e costituisce il cuore del massiccio. La granodiorite è presente in strati fortemente metamorfizzati, risalenti probabilmente all'Eocene o al Miocene. Essa risalì dalla crosta terrestre sotto forma di roccia fusa diversi milioni di anni fa. In termini geologici si tratta di una montagna molto giovane, in quanto la granodiorite si raffreddò e solidificò solamente 10 milioni di anni fa. Le violente esplosioni che accompagnarono la risalita del plutone sono all'origine degli scisti e delle arenarie che formano il resto della Crocker Range. Attualmente la montagna appare come un penepiano risalente alla metà del Pliocene: essa è ricoperta e percorsa da profonde fessure attraverso le quali la granodiorite è potuta risalire grazie al fenomeno dell'isostasia. Essa continua a sollevarsi al ritmo di cinque millimetri all'anno.
Durante il Pleistocene, per 100.000 anni, la montagna fu ricoperta da una consistente calotta glaciale e i ghiacciai che percorrevano le pendici ne intagliarono profondamente i versanti. Fu così che si formò il burrone di Low, profondo 1800 metri, sul versante nord. La natura granitica e l'erosione glaciale sono chiaramente visibili osservando le falesie sulla sommità.

### Clima
Il monte Kinabalu è spesso ricoperto dalle nubi e le precipitazioni sono abbondanti per la maggior parte dell'anno. Per questo motivo il botanico olandese Willem Meijer lo descrive come «una montagna di nebbia e pioggia». Generalmente l'alba è soleggiata e le nubi iniziano ad addensarsi gradualmente nella tarda mattinata, per poi dare vita ai rovesci del pomeriggio. Nella sede principale del parco, a 1560 metri di altitudine, cadono 2400 mm di pioggia all'anno. La stagione secca si fa sentire tra febbraio e marzo, mentre i mesi più piovosi sono quelli che vanno da ottobre a gennaio. In rarissime occasioni si verificano anche nevicate sulla vetta. Le temperature scendono dai 25 °C a 550 metri di altitudine ai 4 °C circa della vetta. Nella sede principale del parco la temperatura media è di 20 °C e l'escursione termica tra il giorno e la notte è di 7-9 °C.

### Flora e fauna

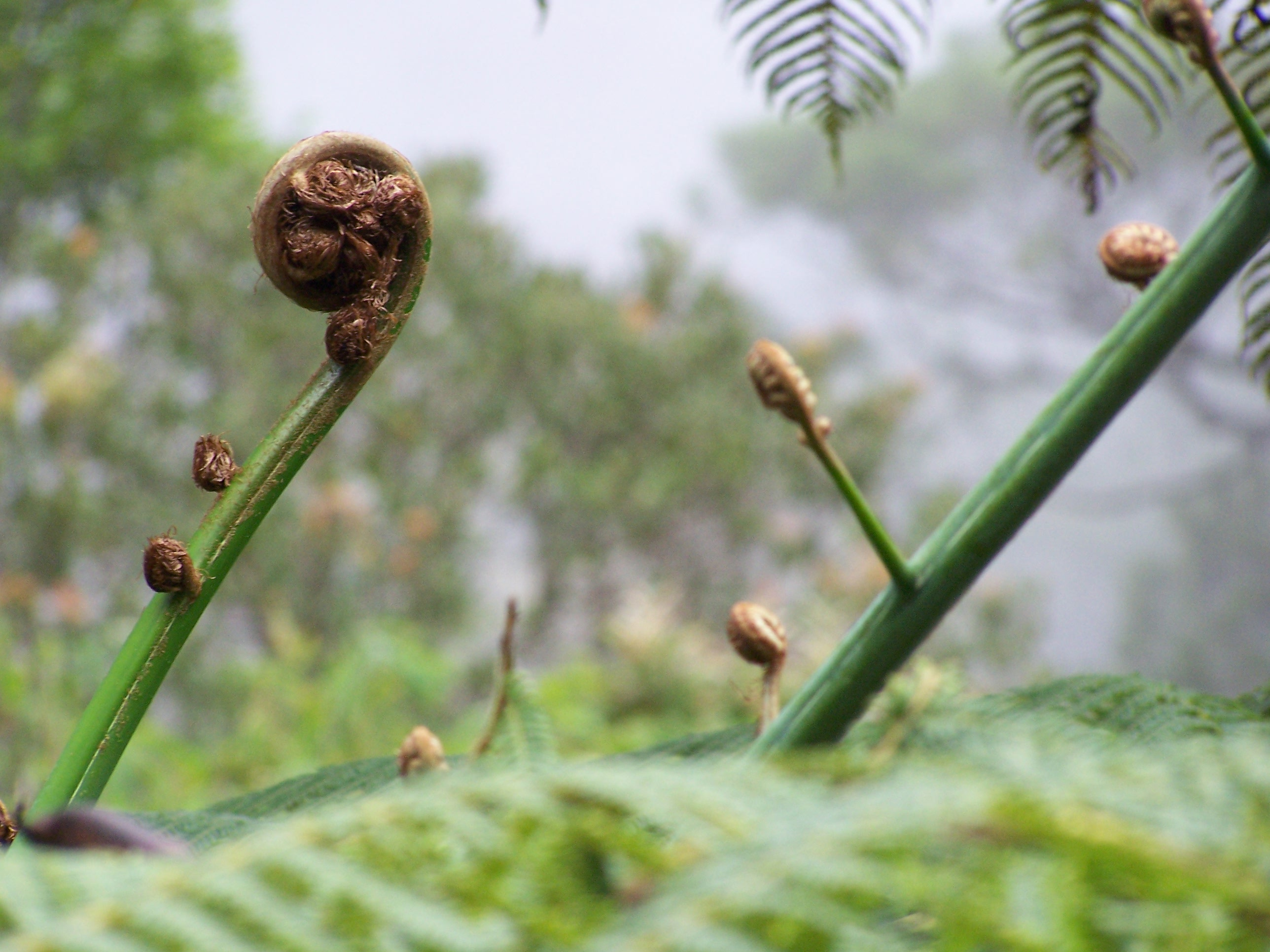
Vegetazione tropicale nella parte inferiore della montagna.

Il monte Kinabalu, come gli altri rilievi della Crocker Range, è noto per la sua vegetazione lussureggiante e la sua biodiversità, grazie alla presenza di elementi vegetali di origine himalayana, australasiatica e indomalese. Uno studio botanico condotto recentemente sulla montagna ha rilevato la presenza di 5-6000 specie di piante, muschi ed epatiche esclusi, più di quelle di Europa e America del Nord (escluse le regioni tropicali del Messico) messe insieme. Di conseguenza, si tratta di uno dei maggiori centri di biodiversità del mondo. Esso comprende l'ecoregione terrestre dei prati alpini del monte Kinabalu, che fa parte del bioma delle praterie e boscaglie montane.

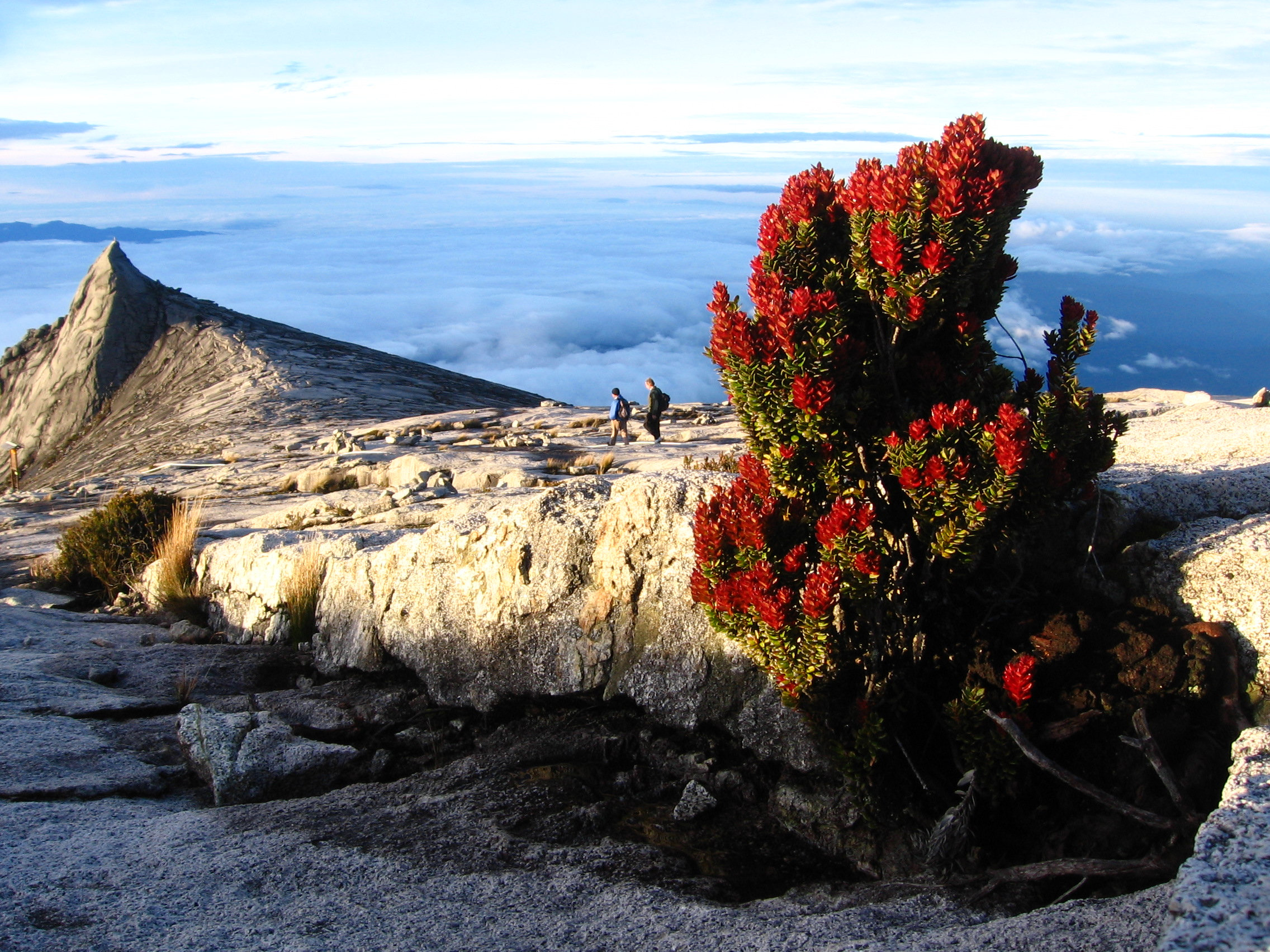
Vegetazione arborescente sull'altopiano sommitale, con il South Peak in secondo piano a sinistra.

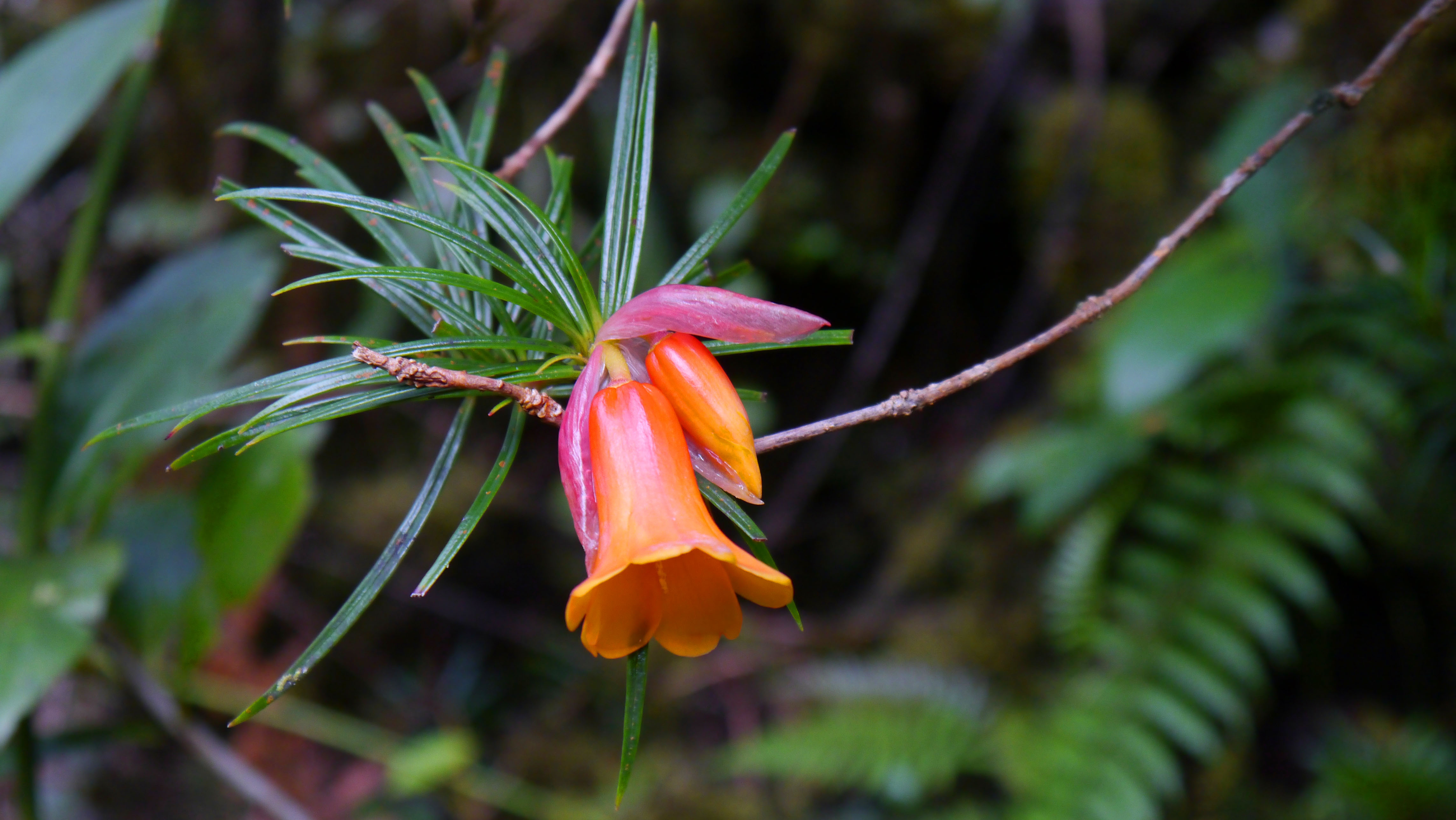
Rhododendron stenophyllum a 2000 metri di quota.

La flora è distribuita in strati differenti, che vanno da una cintura forestale, dove crescono alberi del genere Ficus e della famiglia Dipterocarpaceae e piante insettivore, fino a 2600 metri di altitudine a una zona alpina al di sopra dei 3200 metri, dove si trova una delle maggiori varietà al mondo di orchidee, passando per uno strato costituito da arbusti quali la conifera Dacrydium gibbsiae, eriche, muschi, licheni e felci.
Queste piante presentano un elevato tasso di endemismo. Le orchidee ne sono l'esempio più eclatante, con 800 specie, compreso il genere Paphiopedilum, cui appartiene il rarissimo Paphiopedilum rothschildianum, ma sono presenti anche 600 specie di felci, più che in tutta l'Africa, di cui 50 endemiche, e la più grande varietà di piante carnivore del genere Nepenthes, di cui cinque delle tredici endemiche. È presente anche il genere Rafflesia, che detiene il record per il fiore più grande del mondo e riunisce un certo numero di piante parassite: sul Kinabalu vive in particolare la rara Rafflesia keithii, il cui fiore raggiunge i 94 centimetri di diametro. Un'oleacea endemica, Olea rubrovenia, cresce su versanti e crinali tra 700 e 1400 m di altitudine.
Questa incredibile biodiversità vegetale è dovuta a una combinazione unica di fattori: si trova in Malaysia, una delle regioni floristicamente più varie del mondo, beneficia di una grande varietà climatica dai piedi alla cima della montagna e di precipitazioni abbondanti, si sviluppa su terreni che vanno dalla roccia ultramafica povera ai suoli ricchi, e infine è stata soggetta a grandi sconvolgimenti come glaciazioni e siccità catastrofiche che hanno portato a una forte speciazione. La diversità è maggiore alle altitudini inferiori; al contrario, gli endemismi sono più frequenti nella parte superiore della montagna.

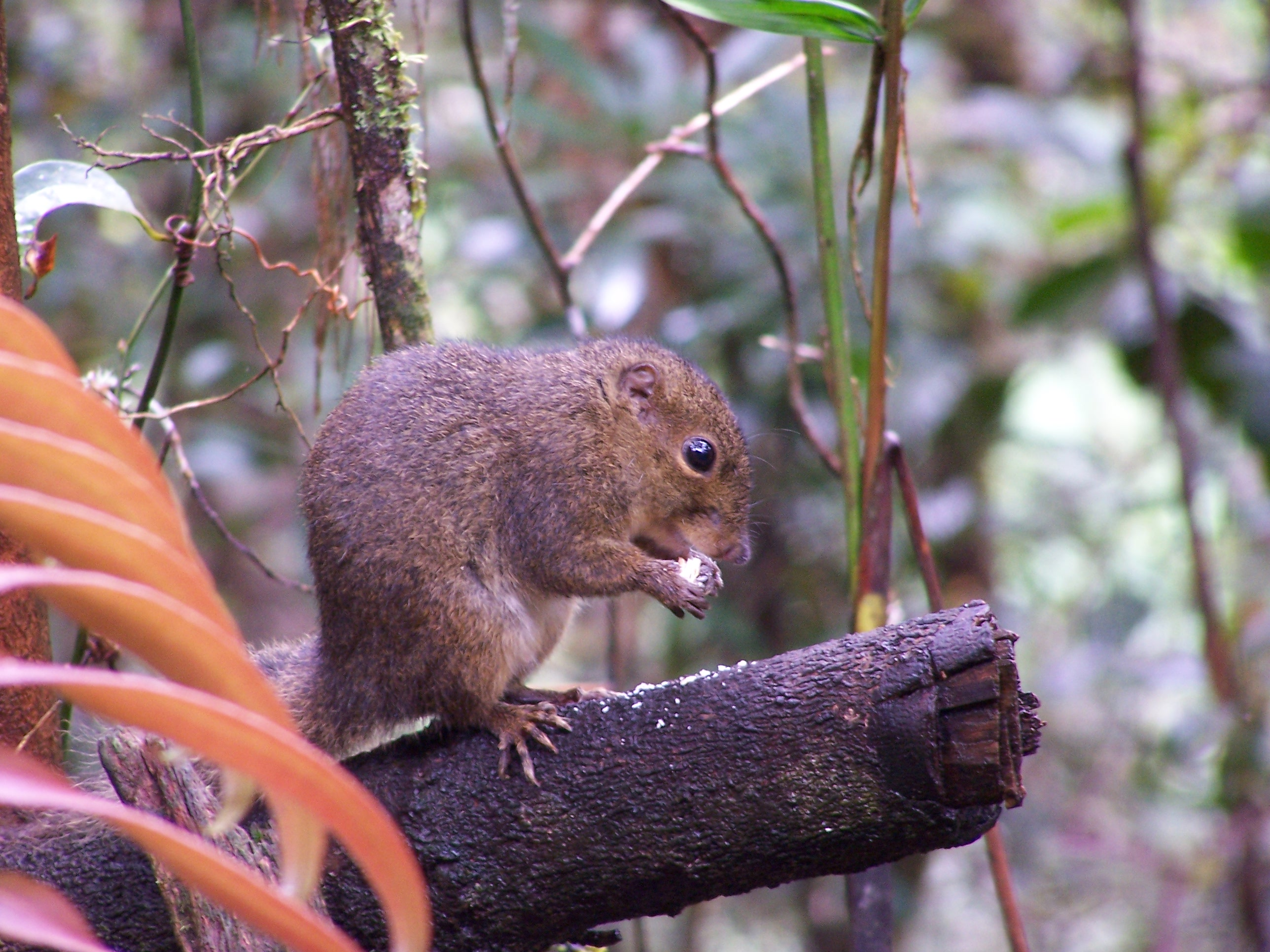
Sundasciurus tenuis nella foresta del monte Kinabalu.

La grande diversità vegetale fornisce un habitat ideale a un'ampia varietà di specie animali. Il parco nazionale del Kinabalu ospita 326 specie di uccelli, tra cui il calao rinoceronte (Buceros rhinoceros), l'aquila serpentaria di Kinabalu (Spilornis kinabaluensis), il boccadirana di Hartert (Batrachostomus harterti), il pigliamosche delle Filippine (Rhinomyias gularis) e il garrulo schiamazzante testanuda (Garrulax calvus). La montagna è il rifugio di 24 specie in particolare, di cui una assolutamente endemica, il mangiaragni di Everett (Arachnothera everetti). Sono presenti circa un centinaio di specie di mammiferi, spesso arboricoli, tra cui uno dei quattro ominidi: l'orango, in pericolo di estinzione. Vivono qui anche la donnola dai piedi nudi (Mustela nudipes), la lontra nana (Aonyx cinerea), il gatto leopardo (Prionailurus bengalensis) e tre specie di cervidi. Suncus ater e Melogale everetti sono due specie endemiche. Gli anellidi comprendono una dozzina di specie endemiche note, tra cui la sanguisuga gigante rossa del Kinabalu, Mimobdella buettikoferi, e il lombrico gigante del Kinabalu, Pheretima darnleiensis.

## Storia
Il primo che scalò il Kinabalu, lasciando una relazione scritta dell'ascensione, fu Hugh Low, residente britannico sull'isolotto di Labuan e botanico dilettante appassionato, amico di James Brooke, il «rajah di Sarawak». Nel febbraio 1851 si accingeva «a farla finita», come scrisse, «con i pirati bolanini che da poco avevano compiuto incursioni sulla costa». Tuttavia il problema non si presentava così urgente da impedirgli di dedicare un paio di settimane per l'esplorazione, a scopo di studio, di quella montagna ancora del tutto sconosciuta. Impiegò parecchi giorni per inoltrarsi all'interno con una quarantina di portatori e con una guida che recava in un grande paniere denti e cristalli di quarzo per proteggere il gruppo dagli esseri sovrannaturali che soggiornavano sulla vetta. Nessuno dei Dusun che lo accompagnavano aveva mai scalato la montagna, convinti com'erano che fosse sede degli spiriti dei trapassati.
Dopo questa marcia - «la più faticosa», sono sue parole, «che io abbia mai fatto in vita mia» - toccò finalmente la vetta, o almeno il ripiano sottostante. Non sembra che arrivasse mai al picco che oggi porta il suo nome, perché spiegò, con una frase a effetto, che «la sommità è inaccessibile a tutti, tranne che agli esseri alati». Giunto lassù, stappò una bottiglia di Madera e brindò alla regina Vittoria. Poi scrisse il suo nome su un foglio e lo infilò nella bottiglia vuota che lasciò sul posto capovolta. I portatori, che avevano osservato con attenzione tutta questa cerimonia, conclusero che si doveva trattare d'un rituale religioso e per anni e anni dopo di allora insistettero con tutti gli europei che compivano la scalata affinché la ripetessero, per proteggere tutto il gruppo da chissà quali sciagure. Successivamente, nel 1858, Low effettuò una seconda ascensione, accompagnato da Spenser St. John, il console inglese a Sarawak. Gunting bin Lagadan, un giovane del villaggio di Bundu Tuhan che aveva partecipato all'ascesa e a cui venivano attribuiti poteri magici, venne più tardi nominato prima guida ufficiale del parco.
Nel 1888, John Whitehead, il primo ornitologo in missione ufficiale che salì su questo monte, riuscì a scalare la vetta principale, che battezzò Low's Peak in onore del suo predecessore. La botanica Lilian Gibbs fu la prima donna a scalare la montagna nel 1910. Tra il 1961 e il 1964, la Royal Society inviò qui diverse spedizioni scientifiche.

## Attività

### Ascensione

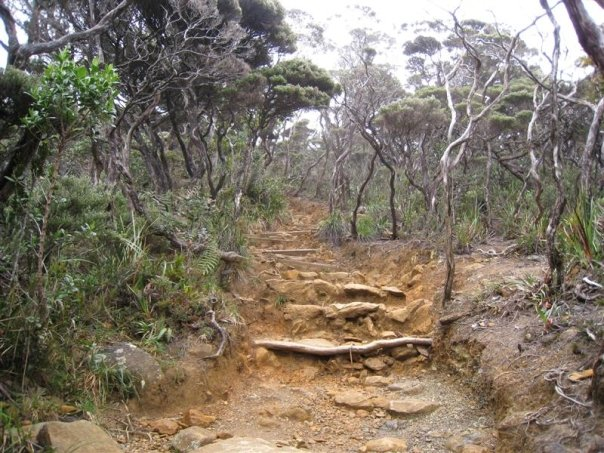
Un sentiero per il monte Kinabalu.

Le regole del parco nazionale richiedono che gli escursionisti siano accompagnati da una guida autorizzata. Ci sono due punti di partenza principali per effettuare la salita: dalla porta Timpohon, situata a 5,5 chilometri dalla sede principale del parco a 1890 metri di quota, e dalla stazione di Mesilau. Da quest'ultima, pur essendo situata ad una quota leggermente superiore, il tragitto da percorrere è maggiore, in quanto per attraversare una cresta è necessaria una deviazione di due chilometri. I due sentieri si congiungono circa due chilometri prima di Laban Rata a 3270 metri di quota.

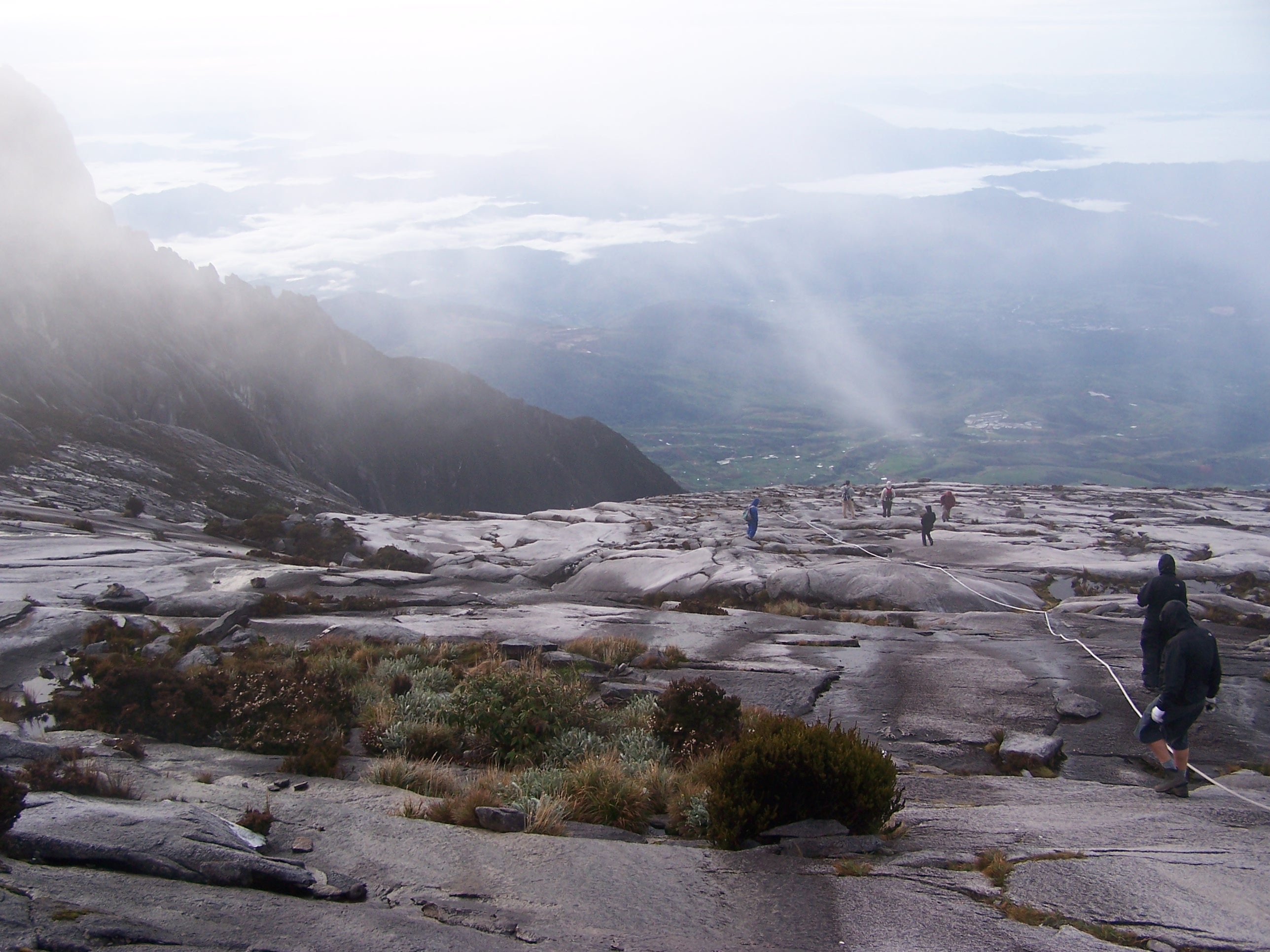
Escursionisti nella parte superiore della montagna; la corda in terra serve ad evitare cadute.

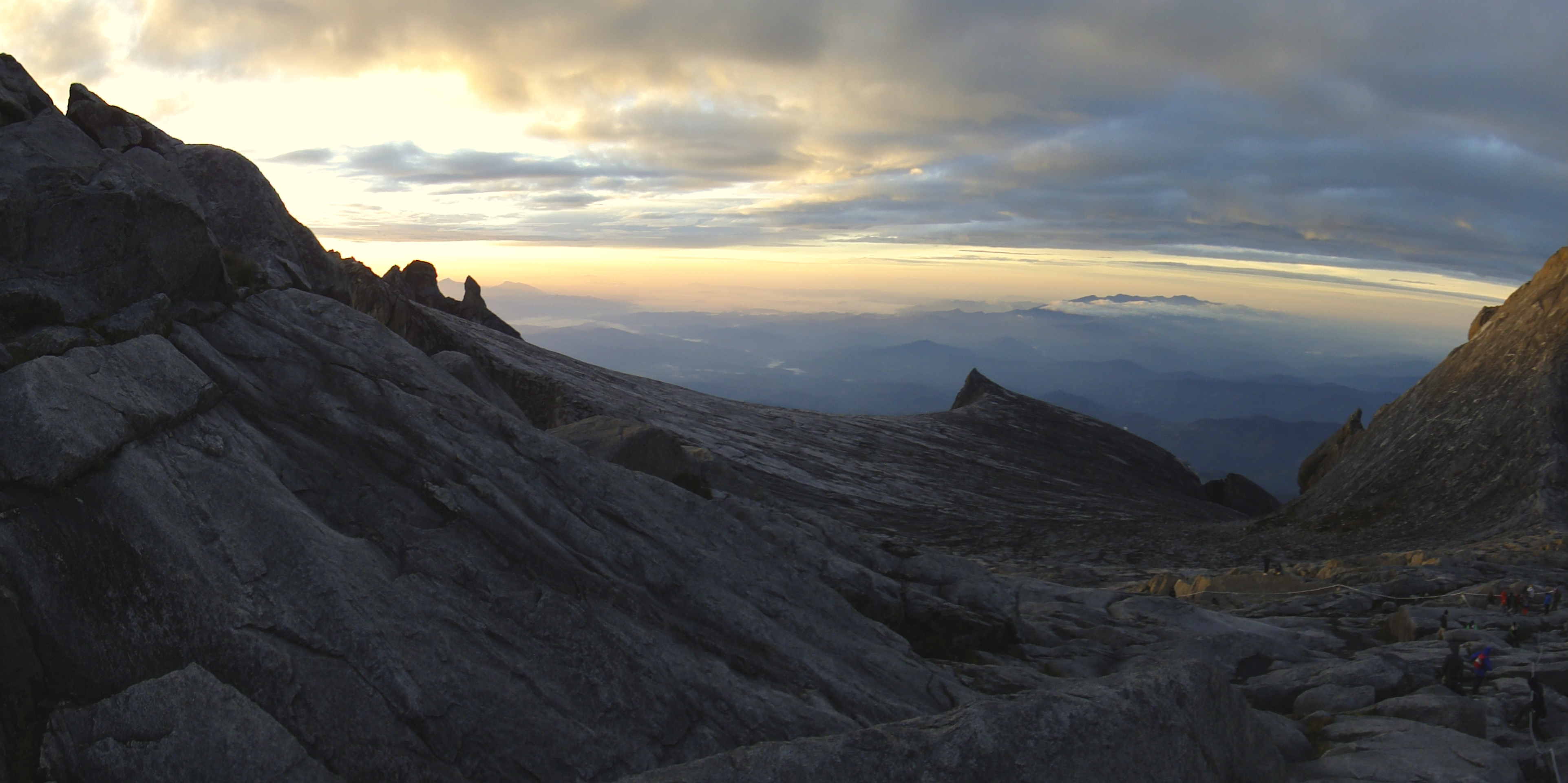
La vetta della montagna all'alba.

È possibile alloggiare all'interno del parco o all'esterno, nei pressi della sede principale. La Sabah Parks ha privatizzato le attività turistiche correlate al monte Kinabalu, affidandole a un'organizzazione chiamata Sutera Sanctuary Lodges (letteralmente «casette del santuario di Sutera »), nota anche come Sutera Harbour. Questa organizzazione richiede oggi agli escursionisti di trascorrere una notte nel proprio rifugio situato all'ingresso del parco e un'altra notte a Laban Rata. Il prezzo è notevolmente superiore a quello del rifugio all'esterno del parco e include in particolare l'obbligo di acquistare i pasti. Da lì, gli escursionisti raggiungono la porta Timpohon in minibus o a piedi, quindi salgono al rifugio di Laban Rata in tre-sei ore. In assenza di una strada, il rifugio è rifornito da portatori che trasportano carichi il cui peso può raggiungere i trenta chilogrammi. Sono disponibili pasti e bevande calde, acqua calda e riscaldamento. Per percorrere gli ultimi due chilometri fino alla vetta, attraverso una nuda roccia granitica, è necessario un tragitto dalle due alle quattro ore.
Ogni anno sono 30.000 gli escursionisti che percorrono i versanti della montagna, facendone una delle più frequentate al mondo. A causa dell'altitudine, alcune persone possono essere colpite dal mal di montagna e dovrebbero tornare indietro immediatamente.
Tra il 1987 e il 2017 è stata organizzata la Mount Kinabalu Climbathon, una competizione di skyrunning che ha visto i corridori percorrere il sentiero dall'ingresso del parco fino alla vetta per poi ridiscendere.

### Arrampicata
Nonostante la durezza della roccia, sono state aperte solo poche vie di arrampicata in vetta, nelle Donkey's Ears (letteralmente «Orecchie d'asino») e nelle torri di granito ad ovest della cima principale.

### Protezione ambientale
I suoli poveri delle ripide pendici del monte Kinabalu non sono favorevoli all'agricoltura né alla selvicoltura. Di conseguenza, gli ambienti naturali e la vita animale sono stati preservati: solo un terzo dell'habitat primario è andato danneggiato.
Il parco nazionale del Kinabalu venne istituito nel 1964 su una superficie di 754 km² e le montagne circostanti sono state inserite all'interno dei 1399 km² del parco nazionale della Crocker Range, istituito nel 1984. Tuttavia, anche questo status non è sufficiente a garantire una protezione completa, in quanto nel 1984 vennero ugualmente concessi dei permessi di sfruttamento forestale sul vicino monte Trus Madi. La montagna fa anche parte della lista del Patrimonio dell'umanità dell'UNESCO.

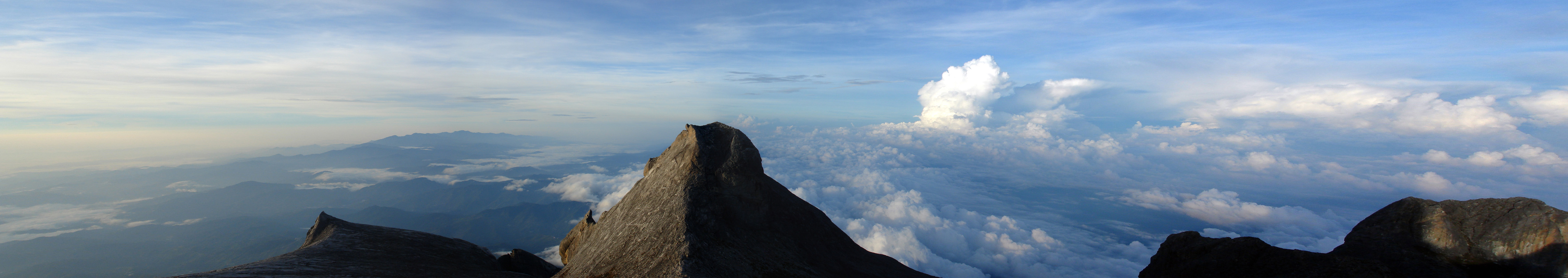
Veduta panoramica dalla vetta.

## Cultura popolare
Il monte Kinabalu è raffigurato sulle bandiere dello Stato di Sabah e della città di Kota Kinabalu.

Bandiera dello Stato di Sabah.
Bandiera di Kota Kinabalu.

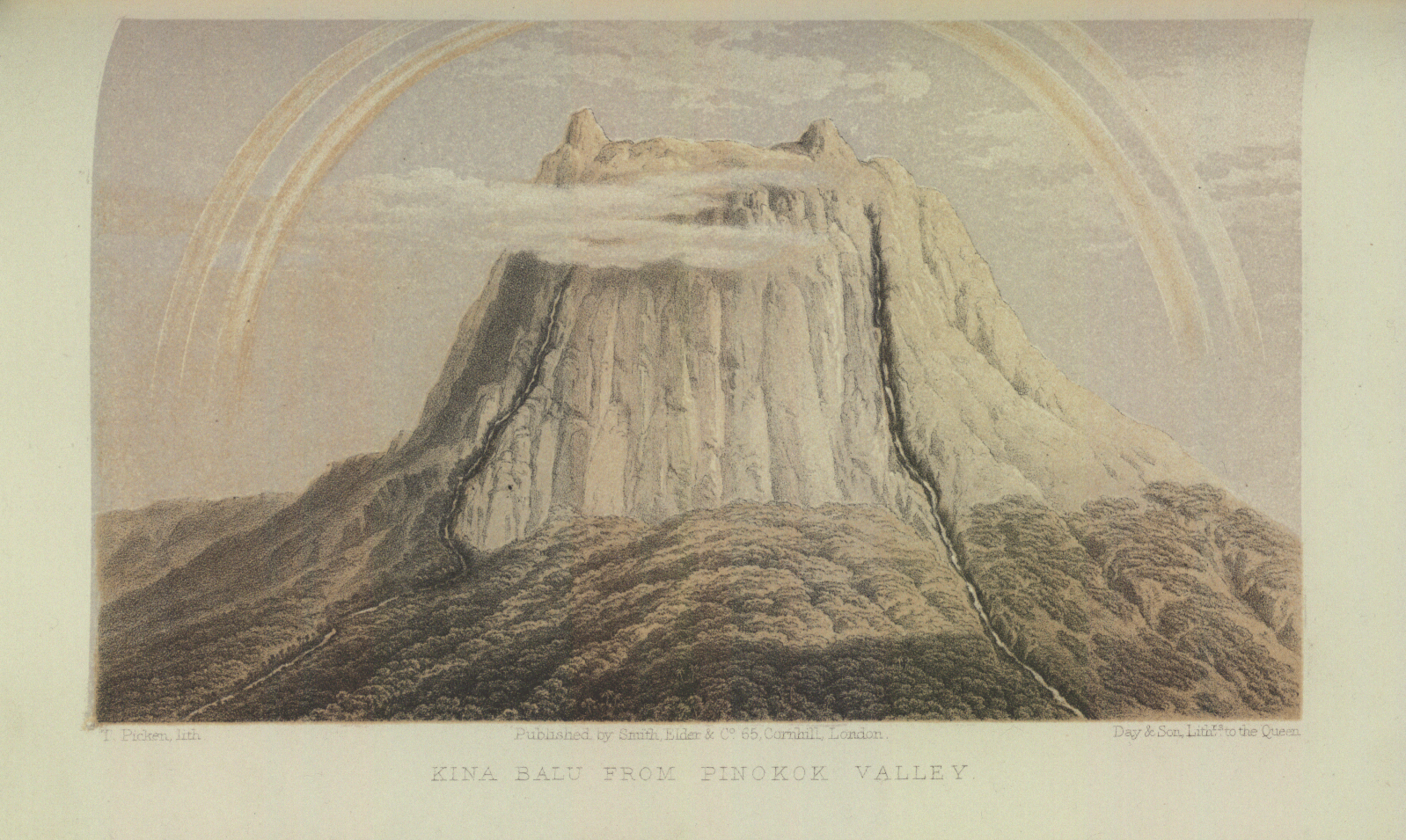
Rappresentazione artistica del Kinabalu intitolata «Kina Balu from Pinokok Valley», pubblicata nel volume 1 di Life in the forests of the Far East; or, Travels in northern Borneo (1863) di Sir Spenser St. John.

Secondo una leggenda, un principe cinese si ritrovò naufrago sulle coste del Borneo dopo che la sua nave era affondata in mezzo al mar Cinese Meridionale e venne soccorso dagli abitanti di un villaggio vicino. Dopo aver pian piano ripreso le forze, venne accettato dalla popolazione, finì per innamorarsi di una donna e la sposò. Con il passare degli anni iniziò però ad avere nostalgia di casa. Chiese quindi alla famiglia della moglie il permesso di ritornare in Cina per rendere visita ai suoi genitori, l'imperatore e l'imperatrice, e promise alla moglie che non appena terminati questi compiti sarebbe tornato nel Borneo per portare lei e i loro figli nel suo paese di origine. Tornato in patria, ricevette un'accoglienza maestosa da parte dei genitori, ma rimase sgomento quando essi rifiutarono la sua richiesta di riunire la sua famiglia nella sua terra natale; peggio ancora, lo informarono che era già stato promesso a una principessa del regno vicino. Non avendo scelta, a causa del gran rispetto che nutriva per i genitori, obbedì a malincuore. Nel frattempo, nel Borneo, sua moglie diveniva sempre più ansiosa. Aveva deciso di aspettare il ritorno della nave che avrebbe riportato indietro il marito, ma, non potendo osservare il mare dal villaggio né aspettare ogni giorno sulla spiaggia, decise di salire sulla vetta più alta per avere una veduta d'insieme di tutto il traffico marittimo. Così, ogni mattina all'alba scalava la montagna e scendeva solo al tramonto per prendersi cura dei figli. Sfortunatamente, finì per pagare il prezzo dei suoi sforzi: si ammalò e morì di freddo sulla vetta. Lo spirito della montagna, avendola osservata per tutti quegli anni, rimase estremamente colpito dalla lealtà verso il marito e in segno di ammirazione decise di trasformarla in pietra, con la faccia rivolta verso il mare, così da poter aspettare per l'eternità. La gente del villaggio, commossa dall'accaduto, decise di chiamare la montagna Kinabalu in sua memoria. Per loro, la vetta è il simbolo di un amore senza fine e di una lealtà esemplare. Secondo gli abitanti del distretto di Ranau, nel Sabah, il corpo mutato in pietra sarebbe il St. John's Peak.